# Jean-Victor Lavril
Jean-Victor Lavril (Martinica, 24 agosto 1969) è un ex calciatore francese martinicano, di ruolo centrocampista.

## Carriera

### Nazionale
Ha debuttato in Nazionale il 17 gennaio 2002, in Martinica-Costa Rica (0-2). Ha messo a segno la sua prima rete con la maglia della Nazionale il 29 novembre 2002, in Martinica-Cuba (1-2), siglando la rete del momentaneo 1-1 al minuto 43. Ha partecipato, con la Nazionale, alla CONCACAF Gold Cup 2002 e alla CONCACAF Gold Cup 2003. Ha collezionato in totale, con la maglia della Nazionale, 22 presenze e una rete.